# Väsman
Väsman är en sjö i Ludvika kommun i Dalarna och ingår i Norrströms huvudavrinningsområde. Sjön är 53 meter djup, har en yta på 39,1 kvadratkilometer och befinner sig 154 meter över havet.
Sjöns längd är omkring 14 km lång i nordvästlig-sydöstlig riktning och bredd är omkring 1,5–6 kilometer. Väsman genomflyts av Kolbäcksån.
Tidigare gick ångbåtstrafik på sjön (se Sunnansjö hamn). Vid östra stranden av Väsman låg Brunnsviks folkhögskola fram till 2013 då den flyttades till Borlänge.
Under sjön ligger en omfattande järnmalmsfyndighet, som uppskattats till 640 miljoner ton och som företaget Nordic Iron Ore 2011 uppgav att man vill försöka starta brytning av. I sin diktning kallar Dan Andersson Väsman för Vaina sjö.

## Delavrinningsområde
Väsman ingår i delavrinningsområde (667561-146051) som SMHI kallar för Utloppet av Väsman. Medelhöjden är 209 meter över havet och ytan är 136,46 kvadratkilometer. Räknas de 53 avrinningsområdena uppströms in blir den ackumulerade arean 1 147,86 kvadratkilometer. Kolbäcksån som avvattnar avrinningsområdet har biflödesordning 3, vilket innebär att vattnet flödar genom totalt 3 vattendrag innan det når havet efter 260 kilometer. Avrinningsområdet består mestadels av skog (56 procent). Avrinningsområdet har 41,71 kvadratkilometer vattenytor vilket ger det en sjöprocent på 30,5 procent. Bebyggelsen i området täcker en yta av 7,16 kvadratkilometer eller 5 procent av avrinningsområdet.

## Bilder

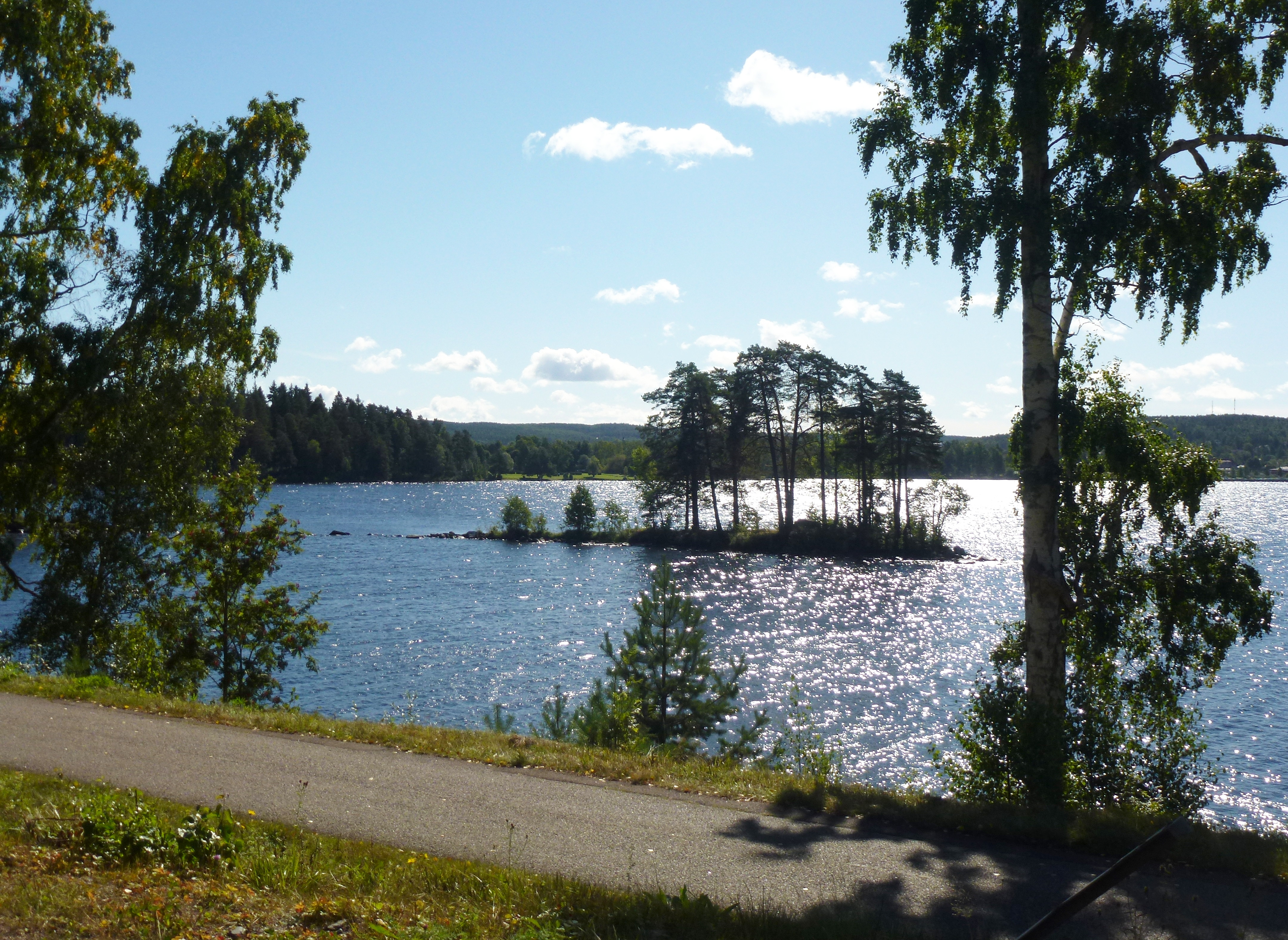
Väsman vid Sörvik med ön Kaffeholmen
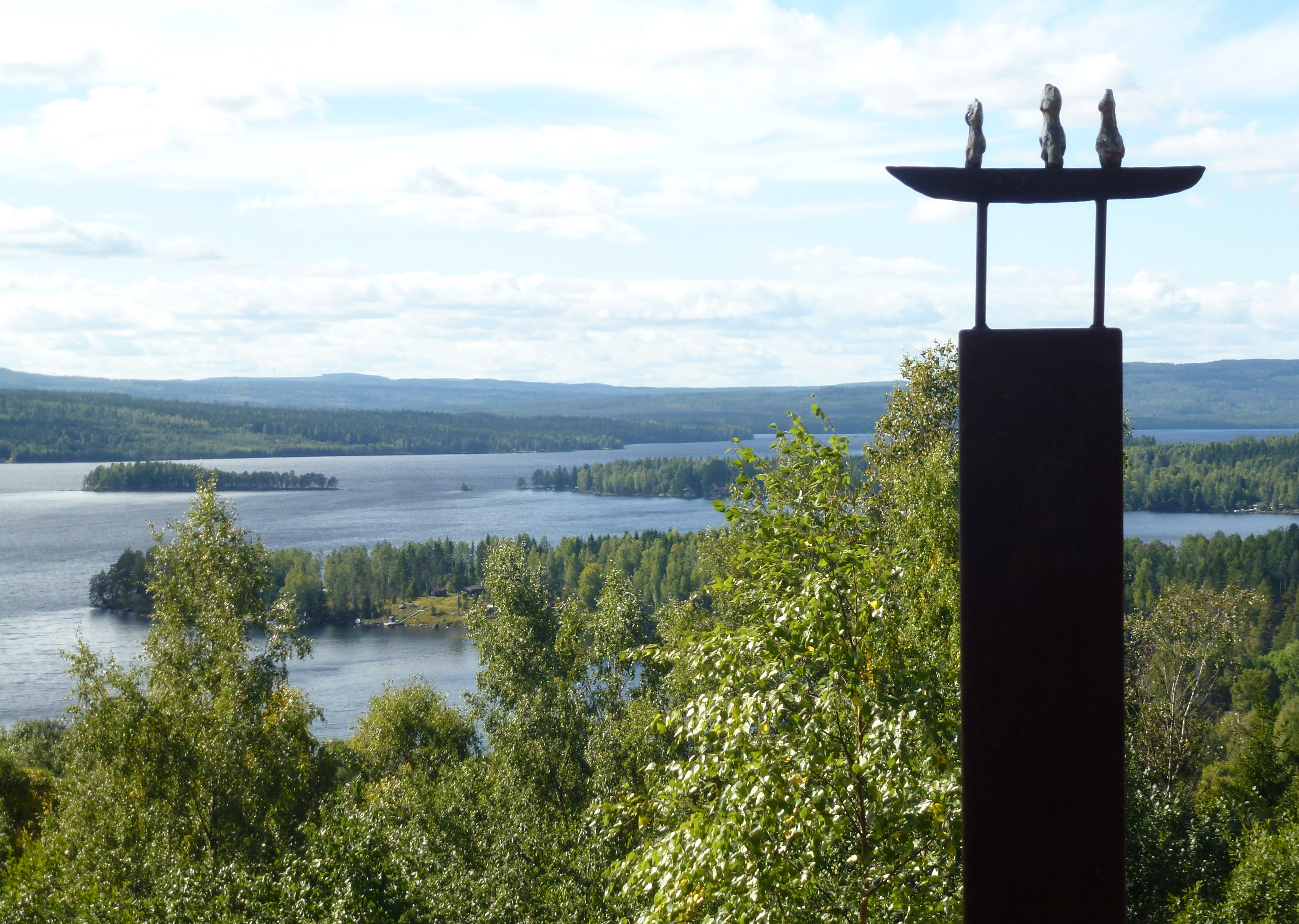
Utsikt från Lekombergs gruva
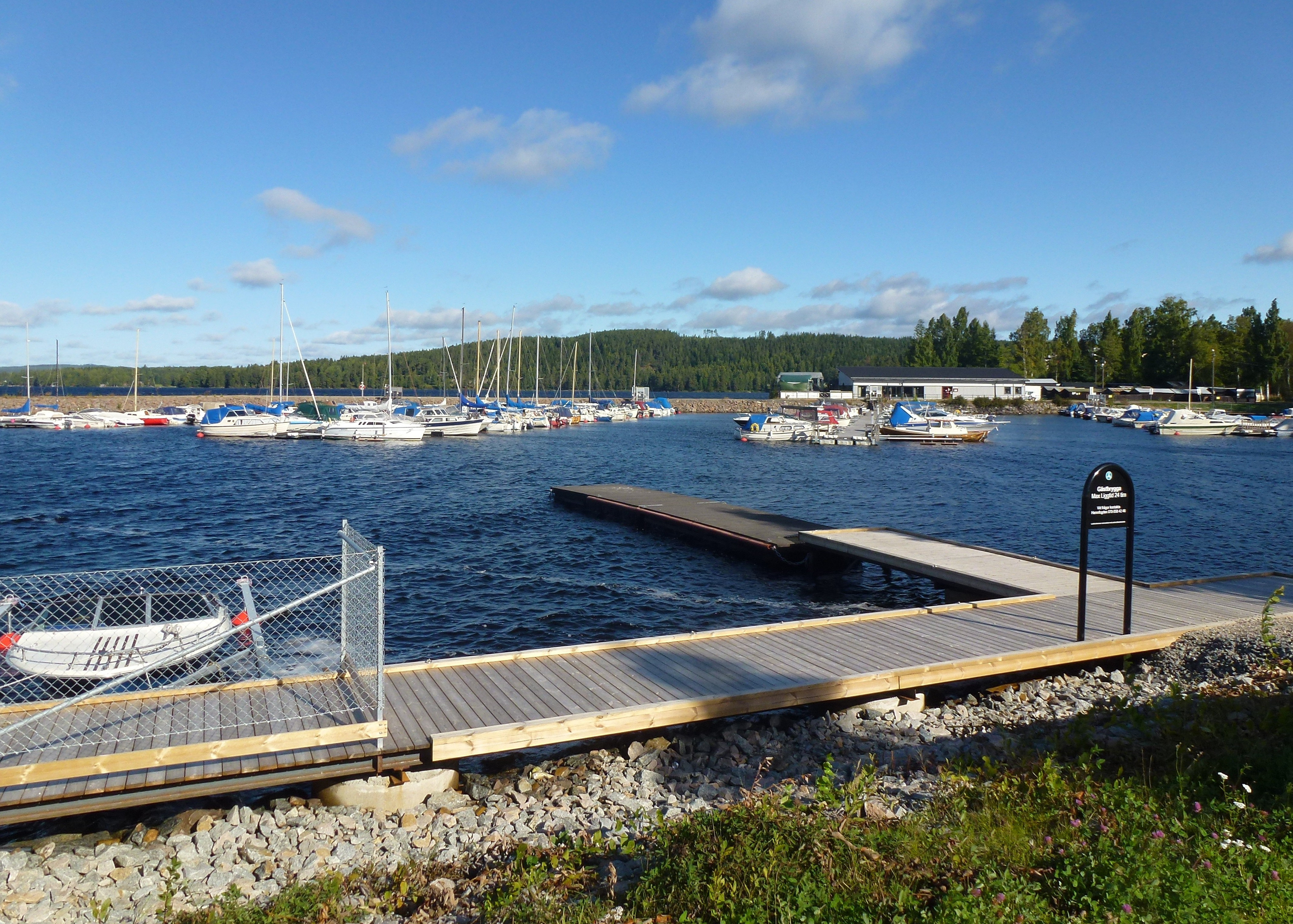
Ludvikas hamn
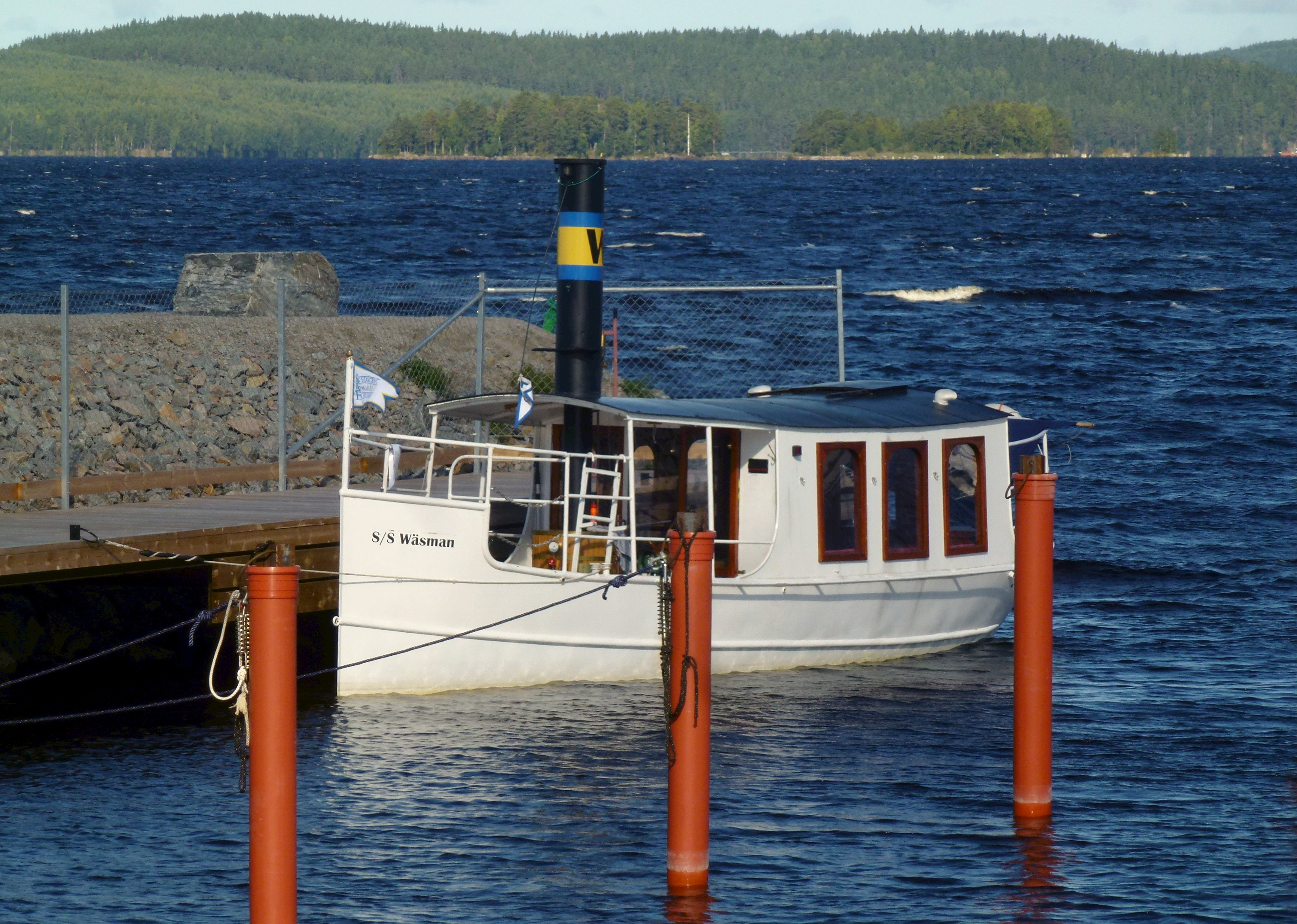
S/S Wäsman i Ludvika hamn
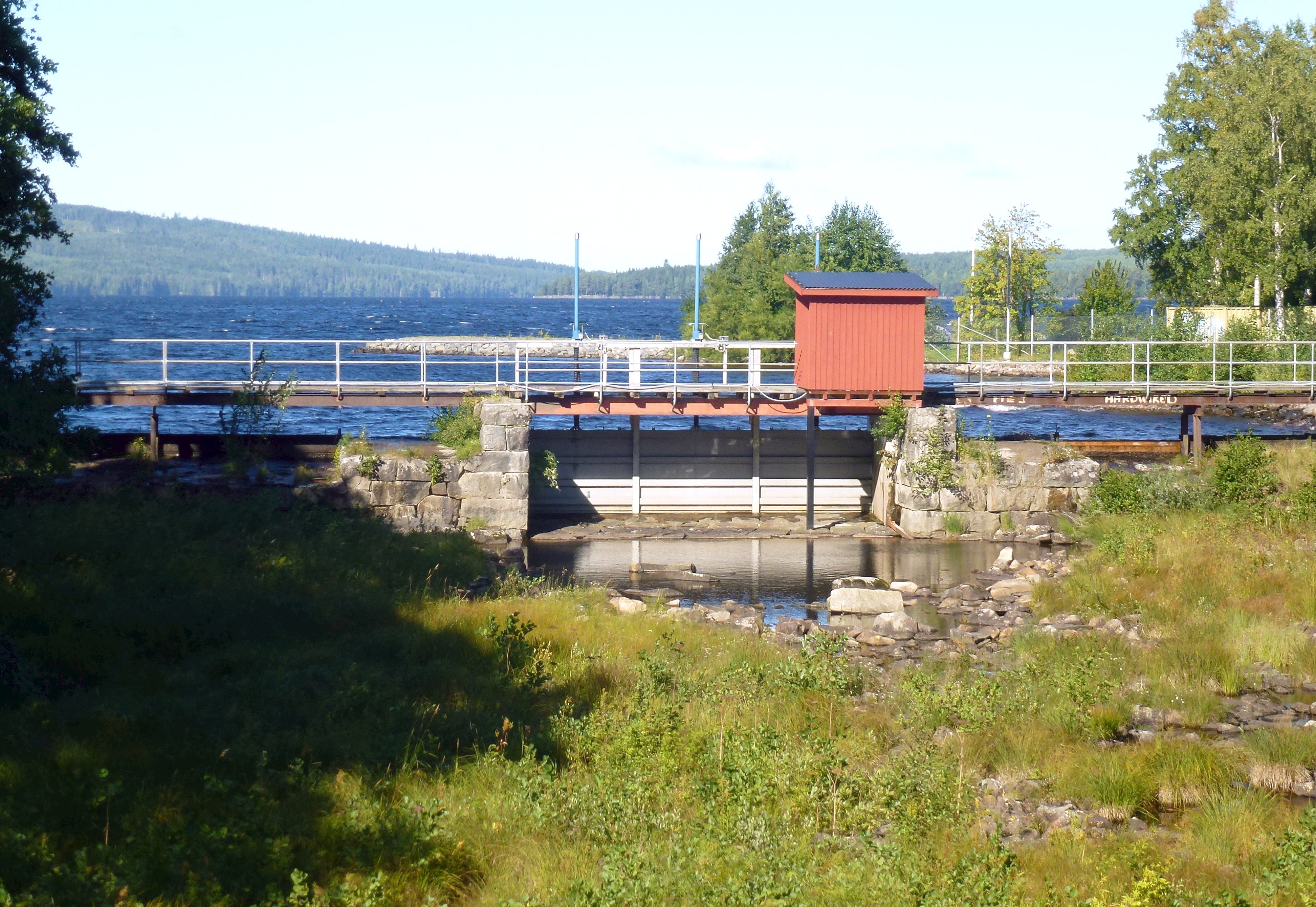
Dammen mellan Ludvika ström och Väsman
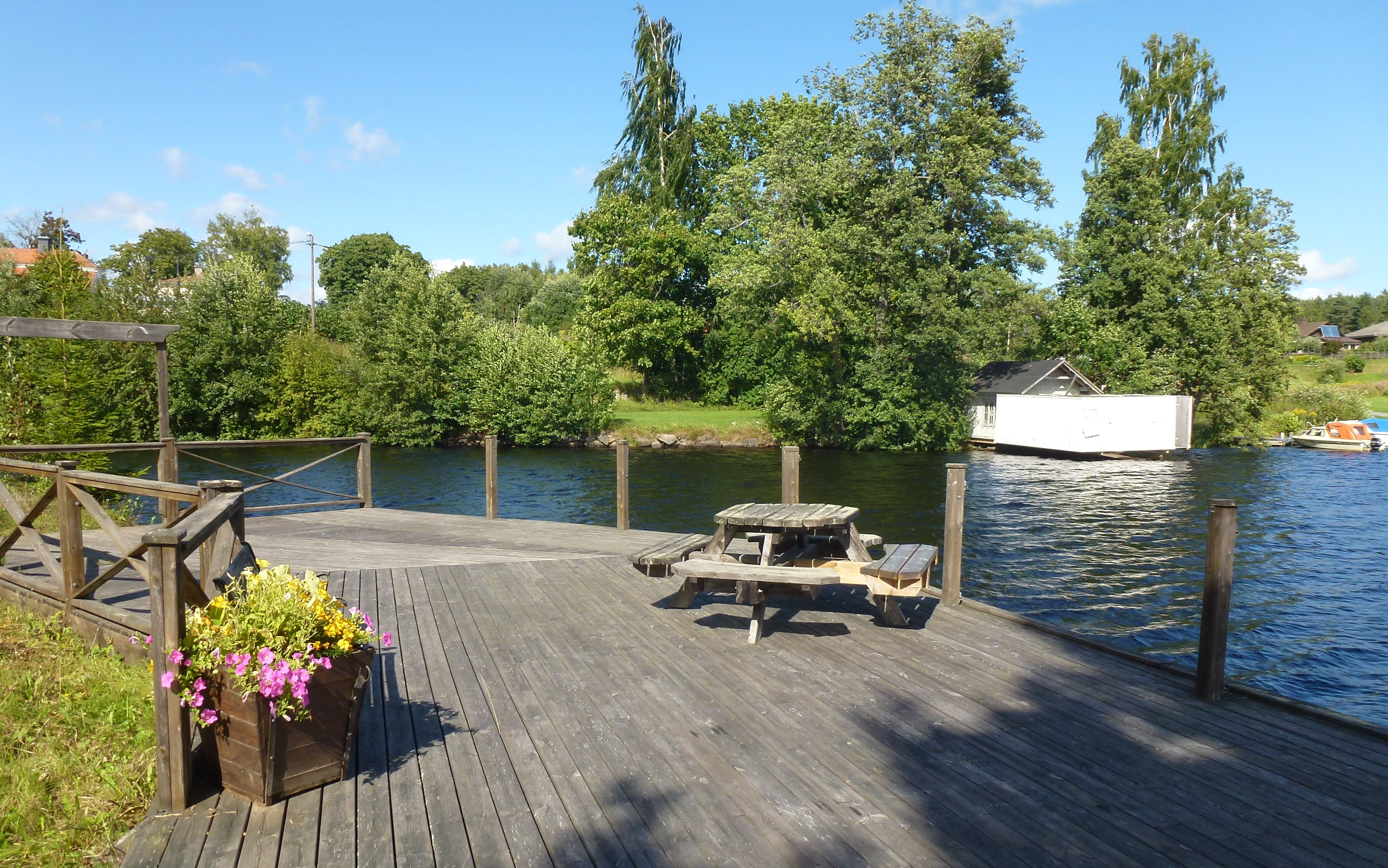
Sunnansjö hamn